# San Mateo, Chihuahua
San Mateo är en ort i Mexiko.   Den ligger i kommunen El Tule och delstaten Chihuahua, i den nordvästra delen av landet, 1 100 km nordväst om huvudstaden Mexico City. San Mateo ligger 1 531 meter över havet och antalet invånare är 214.
Terrängen runt San Mateo är varierad. San Mateo ligger nere i en dal.  Trakten runt San Mateo är nära nog obefolkad, med mindre än två invånare per kvadratkilometer. Närmaste större samhälle är Mariano Balleza, 13,2 km söder om San Mateo. Omgivningarna runt San Mateo är i huvudsak ett öppet busklandskap.